# 大野まりな
大野 まりな（おおの まりな、1972年4月5日 - ）は、日本の女性声優、元歌手、音響監督。Honey Rush所属。青二プロダクション、TABプロダクション、アトリエピーチに所属していた。

## 経歴
5歳までは東京に住んでいたが、父親をなくし、母の実家である広島へ引っ越しをした。幼い頃から琴の修業を積むなど音楽性を育んでいくなかで「歌を歌いたい」という夢を強く抱くようになり、元々祖母が芸能志望であった夢を果たせなかったこともあって、母親には反対されたものの、祖母の夢を叶えるため」と、14歳で自ら様々なコンテストに応募するようになった。1988年にテレビ東京の『ミス・エクボ堂コンテスト』でグランプリとなり、同番組レギュラーを務めながら、アイドル雑誌の音楽祭などでも次々と最優秀賞を受賞。さらに、翌1989年10月、広島での『海と島の博覧会・美少女コンテスト』で優勝し、これにより本格的に芸能活動に入ることを決め、上京し芸能事務所に所属する。しかし、度々デビューの話が潰れたことで移籍をし、乙女塾一期生松本裕美 、モモコクラブ桃組2902番片山裕美などとしてTVなどに出演しながら歌手を目指すこととなる。乙女塾の最中には大賀埜々・佐藤愛子とともにribbonとしてデビューする話もあったが、母子家庭であった大野と大賀は、親元を離れて一人で生活するのが困難であったため、涙を飲んであきらめざるを得なかった。
当時の時代状況として、大野が活動を始めた1980年代後半はすでにアイドル歌謡が斜陽となっており、特に1990年代に入ると本格的にアイドル冬の時代を迎え歌手活動を始めることは困難になっていた。一方で、宮沢りえの様な絶大な人気を誇るアイドルがヘアヌード写真集を出してヌード表現に対する社会の評価を変え、女性解放的姿勢からも賞賛される状況であったこともあり、歌手活動に至るための「ステップとして」ヌードも含めたグラビア活動を行うことを決心する。家族へ迷惑がかかることから母親に土下座して許可を取り、1993年、野村誠一の撮影でスコラでデビュー、麻生ひろみとなった。モデルとしての活動は、アイドル性を保持したまま、その一番美しい時にヌードまで見せるもので、専門誌ではヌードアイドル（ヌードル）とも呼ばれ高い評価を受ける。
そうして数冊の写真集の出版や雑誌への連載を果たし、脇役での映画・ドラマ出演やラジオパーソナリティなども務めたものの、なかなか歌の仕事が来ることはなかった。そんな中、青二プロダクションのマネージャー経由で「声優になれば歌が歌える」と聞いて声優となることを決心し、大野まりなと名を変え、青二へ移る。当時はアイドル声優が流行り始めており、機会に恵まれたことでそれまで八年活動してもできなかった歌手の夢が三ヶ月後に早速叶えられることとなる。
芸歴はあったものの声優としては全くの初心者であったが、アイドル時代から叩かれて育ってきた経験から、いくら怒られても平気で、九怒られて一誉めてもらうぐらいが一番いいと語るほど熱心に取り組み、1995年にPC-FXのイメージキャラクターロルフィー役に抜擢され、アニメフリークFXで出演を始める。年末にはオーディションに受かって『ラジオ・声優グランプリ』のメインパーソナリティを担当、翌1996年には『エターナルメロディ』（レミット・マリエーナ役）で単体作品の主役級として初めて出演、さらに1997年にはオーディションで「リカちゃん電話」のリカちゃん役（2代目）に選ばれる。これは情報量が多く早口でしゃべらなければならない応答を編集無しの一発録りで半年分（18本）一気に収録というもので、「これを30年もやっていた（初代の）杉山佳寿子さんはすごい」と語っている。しかし、1999年に初のアルバムを発売し、まさにこれからという時に、前述のヌードグラビア活動がゴシップ週刊誌などで取り上げられたため、スポンサーの意向で降板となった。
その後も、『ファーストKiss☆物語』に引き続き主役として出演するなどしたものの、新天地を開拓するため事務所を移籍し、アダルト作品も含めた美少女ゲームへの出演を開始する。初の美少女ゲーム作品は2002年発売の『妹でいこう!』の吉住麻由夏役で、同作では主題歌も担当、以後は美少女ゲームの主題歌に多く採用される萌えソング（電波ソング）を多く歌い始め、その代表的歌手の一人に数えられるようになる。
一般に声優は成人向け作品では顔を隠して別名義で活動することが多いが、大野は特に名義を使い分けることもなく顔出し有りで活動し、異色の経歴と併せて業界に独自の地歩を築いていった。長じて自身が美少女ゲームの演技に苦労した経験を元に、それまで声優業界になかった美少女ゲームの演技を教える専門の講座の必要性を感じ、アトリエピーチの顧問に就き、自ら塾長として声優業の傍ら新人声優の演技指導を行うようになっている。担当は「芸能心得」で、単に声優の技術でなく、芸能人として生きる上での振る舞いや心構え、また「芸能界にある掟」を自身の経験を元に指導している。声優は精神面が強くないと続けられないため、精神的に強くなること、夢を諦めないことを新人達に教えているという。特に美少女ゲームの声優は動きを出す技術が必要でそれがすごく難しい。これができなければ立派な声優にはなれず、美少女ゲームの声優こそ「真の声優」であると語っている。
2018年4月8日、本人Twitterアカウントにて2019年12月31日をもって引退することを発表、翌年にはアトリエピーチ顧問、塾長を退任し、ライブなどを中心に活動した。予定した日を以て歌手活動などからは引退したものの、2020年1月1日よりまりなりなに活動名義を改め、Honey Rushに所属して音響主体に活動し声優も続けていたが、一部活動復帰もあり、2022年12月9日に旧芸名の大野まりなに戻した。

## 人物
えくぼが引き立つ顔立ちで、写真集の撮影でバリに行った際は、えくぼがあると現地では女王様扱いになるらしく、大勢の人が集まってきたという。見た目の印象から、特にアイドル・グラビア活動が主であった頃は、純朴でおとなしそうだと思われることが多かったが、精神的には丈夫な所があり、創られた姿でなくありのままの自分を知ってもらえる方が嬉しいと語る。
声優になってからはツインテールの髪型が特徴で、「中年に差し掛かったらやめるもの」との意見に反して生涯貫き通すと宣言している。特技は琴。趣味は編み物、ガーデニングなど女性的なものを好む。幼稚園の頃からインコを飼い続けており、インコのいない生活を送ったことがない。一時期は十五羽ものセキセイインコや兎まで飼育していた。好物はしゃぶしゃぶなど肉料理。逆に大嫌いなものはウーロンハイ。これは大野自身がカフェインで酔ってしまう特異体質な上にアルコールにも滅法弱いためであり、本人も「ウーロンハイにはその2つが入っているから一番駄目」と明かしている。また、酔ってしまうと覚めるまで自分が何をしたか覚えてないと言う。
職業人として、声優としては、要望に応えるため、いつも初心者の気持ちで挑戦をするのに対し、歌手としては自分を解放でき、楽しくて仕方ないという。

## エピソード
- 芸能界で世話になった恩人に『サタデージャングル』の共演で知り合った梨元勝がおり、梨元の娘の名が「まりな」であったこともあって父親のように慕っていた[58]。ヌードグラビア活動が取り沙汰された際にも、「過去には自らの意志でやったことがいろいろあったでしょう。でも、後に年を取ってから脱ぐ人より、潔いじゃないですか。芸能界は実力が問われる世界。過去をマイナスの歴史ではなく、プラスの世界にもっていけばいいんですよ」とエールを送っている[36]。死去の前にもメールのやり取りをするなど、梨元が亡くなるまでその関係は続いた[3]。
- 幼稚園児の頃、地元にあるレストランにDJブースが設置されている店があり、そこでは客のリクエストで曲を流していたが、ある時大野が勝手に飛び出して踊って歌いだすと客たちから喝采を浴び、「あなたが歌うと売り上げが増えるから毎日来てくれないか」と言われ、毎日の夕食を条件に提供することになった[59]。
- ハドソンがPCエンジン用に開発した、実在のアイドル候補を多数起用したみつばち学園は、登場させる女性の水着審査を1989年3月27日に青山スパイラルホールで行ったが[60]、当時オーディション狩りとも言えるほど積極的に応募を繰り返していた大野は選考に残り登場候補の20人に選ばれた。そのオーディションでは高橋名人が審査員であったため、名人と出演を前提として関っていた大野は面識がある。ゲーム自体は、開発が遅れたために、大野は登場を辞退し、次点の候補が代わりに出演することとなったため作品には出ていない[61]。
- 初の美少女ゲーム出演は2002年発売の『妹でいこう!』（吉住麻由夏役）からであるが、非公表で1997年発売の『Piaキャロットへようこそ!!』（PC-FX版）で木ノ下留美役を担当していたこともあった[注 12]。その続編では18禁シーンがあり別の声優に代わったものの、アトリエピーチに入所してから発売された『Piaキャロットへようこそ!!G.O. 〜グランド・オープン〜』で10年振りに留美を演じることとなり、以後も担当は続いて20年に渡る出演となっている[注 13][31][62]。
- 学生時代から（プラトニックな次元であるものの）人付き合いや恋愛に積極的であったが、仲が良いのはおとなしい子だった[63]。当時好んでいたのは槇原敬之や『男はつらいよ』の寅さんである[23][19]。
- 松本裕美時代には、パソコン通信EYE-NETに『裕美の星空パーティー』という番組を持っていたこともある。当時の事務所はレイズイン[64]。
- 1989年の『夢幻戦士ヴァリスII』発売に伴うキャンペーンで「'89 日本テレネットイメージガール”セーラー服 優子”オーディション」が公募され、1000人の中から穴井夕子らと並んで12人の最終選考に残り誌上投票が行われた。当時（松本裕美 17歳）は本物の女子高生であったが、大野の通っていた高校は仏教系のブレザーで、セーラー服の優子に似合う対象として投票で選ばれたのは一人だけ20代の宮本裕子であった[65]。
- ラストライブでは、一子として歌手emari+がいることを公開し、伴に合唱した[注 14]。

## 出演
太字はメインキャラクター。

### テレビアニメ
1996年
- 逮捕しちゃうぞ（遠藤裕香、ミク 他）

1997年
- ゲゲゲの鬼太郎 (テレビアニメ第4シリーズ)（女性）
- HAUNTEDじゃんくしょん（セーラーズXOリーダー）

1999年
- 星方天使エンジェルリンクス（エリザベス＝アイハラ＝チャン）
- 地球防衛企業ダイ・ガード（中原千秋）

2000年
- ヴァンドレッド（アシスタント）

2004年
- のってけエクスプレッツ（チビコプター）
- 爆裂天使（風見志穂）

2006年
- Soul Link（新田亜希）

### 一般向けOVA
1999年
- ぐるぐるタウンのはなまるくん（まるる)
- はとよ ひろしまの空を（子鳩）

2000年
- ファーストKiss☆物語 〜Kissからはじまる物語〜（七瀬綾華）

2003年
- エイケン エイケンヴより愛をこめて（春町小萌）

2004年
- 蒼い海のトリスティア（フォーリィ・キャラット）

2005年
- 永遠のアセリア（オルファリル・レッドスピリット）

### 成人向けOVA
- 妹でいこう!（2003年、吉住麻由夏）

### 劇場アニメ
- 逮捕しちゃうぞ the MOVIE（1999年、遠藤裕香）

### 一般向ゲーム
1996年
- エターナルメロディ（レミット・マリエーナ）

1997年
- ザ・スターボウリング（大野まりな 本人出演）
- サターンボンバーマンファイト!!（ハニー）
- となりのプリンセス ロルフィー（ロルフィー）
- はたらく☆少女 てきぱきワーキン♥ラブ
- Pia♥キャロットへようこそ!!（木ノ下留美）※PC-FX版

1998年
- お嬢様特急（七尾つばさ、根岸ちひろ）
- 白き魔女 -もうひとつの英雄伝説-（フィリー）
- シャイニング・フォースIII シナリオ3 氷壁の邪神宮（ブリジット、プリムラ）
- ファーストKiss☆物語（七瀬綾華）
  - ヒューネックスファイターズ'98（ナビ）※『ファーストKiss☆物語』付属ミニゲーム。本来はPCエンジンSUPER CD-ROM2用ゲーム及びPC-FX『アニメフリークFX』内収録アニメ『プライベート・アイ・ドル』のキャラで、元々はかないみかの持ち役。

- 星の丘学園物語 学園祭（日向照美）
- ボンバーマンウォーズ（ハニー）
- ボンバーマン ファンタジーレース（プリティーボンバー）
- YAKATA NIGHTMARE PROJECT（マヤ）
- ザ・スターボウリングDX
- DX億万長者ゲームII（リカちゃん）

1999年
- 快刀乱麻 雅（麗琳）
- ナース物語（水口遊菜）

2000年
- ブラッディロア3（2000年 - 2001年、ウリコ）※AC /PS2版

2001年
- ドキドキプリティリーグ Lovely Star（富永一葉）
- RASETSU（スタンシア）

2002年
- 蒼い海のトリスティア〜発明工房奮闘記〜（2002年 - 2012年、フォーリィ・キャラット） - 4作品
- ウィークネスヒーロー トラウマン（間金緑）
- ボンバーマンジェネレーション（キャラボン）
- ブラッディロア extreme（2002年 - 2003年、ウリコ）※GC / Xbox版

2003年
- エイケン for PC 〜めくるめく電算室 エイケン仕立て〜（春町小萌）
- グリーングリーン 鐘ノ音ロマンティック（月森こずえ）

2004年
- RASETSU2（スタンシア）
- たまきゅう（遊佐みずき）

2005年
- 蒼い空のネオスフィア（2005年 - 2012年、フォーリィ・キャラット） - 4作品
- 空色の風琴 Remix（エイプリル）
- ぴゅあぴゅあ 耳としっぽのものがたり（さち）
- Like Life an hour（有川あとり）

2006年
- Soul Link EXTENSION（新田亜希）

2007年
- Pia♥キャロットへようこそ!!G.O. SUMMER FAIR（木ノ下留美）
- 魔女っ娘ア・ラ・モードII 〜魔法と剣のストラグル〜（ジェシカ・ファイアンス）

2009年
- Clear 新しい風の吹く丘で（岡本ののか、美濃部悠里）
- 桃色大戦ぱいろん（エセル、琴乃宮雪）
- Like Life every hour（有川あとり）

2010年
- セカンドノベル 〜彼女の夏、15分の記憶〜（サクラ）
- プリニー2 〜特攻遊戯! 暁のパンツ大作戦ッス!!〜

2012年
- 暁の護衛 トリニティ（杏子）

2020年
- ぐんゆう！-群雄-（小喬、糜夫人）

2023年
- トリスティア:レガシー/リストア（フォーリィ・キャラット） - 2作品

### アダルトゲーム
2002年
- 妹でいこう!（吉住麻由夏）

2003年
- 永遠のアセリア（オルファリル・レッドスピリット）
- 夏恋〜karen〜（九条向日葵）
- ときどきシュガー（榊原くくり）
- 魔女っ娘ア・ラ・モード（ミルキー・ミルコック）
- マジカル☆ユニティー（フィオナ）
- MORE&MORE（漏々）（真辺奈子）

2004年
- Soul Link（新田亜希）
- ぴゅあぴゅあ（さち）
- やきもちツインベル（野上凛、野上蘭）
- もふ×もきゅ〜ご主人様のお世話します〜（弐宮翔子）
- Like Life（有川あとり）
- 憂ちゃんの新妻だいあり〜（国府田千夏）
- 鉄腕がっちゅ！（戦闘員メス6）
- Summerラディッシュバケーション!!2（鷹司りでる）

2005年
- 魔女っ娘ア・ラ・モードII 〜光と闇のエトランゼ〜（ジェシカ・ファイアンス）
- Milky way3（森下魅是流）
- WAGA魔々かぷりちお（エミル・メイビー）
- クローズアップ！（御前崎清美）
- AYAKASHI（真田アンズ）
- でいじーちぇーん（御厨真名）
- アルゴノーツ（ノン）

2006年
- Pia♥キャロットへようこそ!!G.O. 〜グランドオープン〜（木ノ下留美）
- ぴあきゃろG.O. TOYBOX 〜サマーフェア〜（木ノ下留美）
- 純恋〜JUNREN〜（本郷紗菜）
- AYAKASHI H（真田アンズ）

2007年
- 艶女医（エンジョイ） 〜2人のエッチな女医とエロエロ研修体験〜（緋山澪）
- Clear -クリア-（岡本ののか、美濃部悠里）
- 聖なるかな -The Spirit of Eternity Sword 2-（ルプトナ）
- 8665^2 ハルルコのジジョウ（徒理弐てぃ）
- ね〜PON?×らいPON!（新田亜希）
- Chu×Chuぱらだいす 〜Encore Live〜（エミル・メイビー）
- ぴあ雀（木ノ下留美）
- ぴあきゃろG.O. TOYBOX2〜スプリングフェア〜（木ノ下留美）

2008年
- Pia♥キャロットへようこそ!!G.O.SE（木ノ下留美）
- Clear クリスタルストーリーズ（岡本ののか）
- 暁の護衛（杏子）
- 暁の護衛〜プリンシパルたちの休日〜（杏子）
- おキツネ中出し恩返し〜お姉さんの中でいーっぱい気持ちよくなってね〜（葛葉）
- 月刊アール18ブースター第2-9号（他）

2009年
- クレナイノツキ（鷺宮姫織）
- お姉ちゃん10人に甘えて癒され!Norn姉キャラベスト〜好きなだけ出してね!い〜ぱい可愛がってあげる♪〜（葛葉）

2010年
- Soul Link ULTIMATE（新田亜希）
- 暁の護衛〜罪深き終末論〜（杏子）
- JINKI EXTEND Re:VISION（マキ）
- 桜花センゴク！〜信長ちゃんの恋して野望！？〜（小早川隆景ちゃん）
- 永遠のアセリア Special Edition（オルファリル・レッドスピリット）

2011年
- そらいろメモワール -Precious summer vacation!-（謎の少女）

2012年
- プリズマティックプリンセス☆ユニゾンスターズ（エルミー・メイビー）

2013年
- 乙女は可憐に恋に舞いっ!（水沢凛）

2015年
- 教え子は魔法少女〜ちなみに俺は教師で怪人〜（赤坂花音）
- わんにゃん☆アラモード!〜どっちにするの?わんにゃんHなカフェ事情!〜（猫玉瑠偉）

2016年
- 魔法少女が全裸で土下座!〜屈辱に濡れるごめんなさい〜（小森愛理）
- 働くオトナの恋愛事情（和倉千聡）
- アリスティア・リメイン（神崎エルザ）
- 哀願する魔法少女〜信じてください！〜（神楽木リナ）
- 魔法戦士ネクストイグニッション（サキュバス）

2017年
- 新妻LOVELY×CATION（石動京香）
- 魔法少女をメチャクチャにしてみた〜崩壊悪堕〜（朝葱ラナ）
- Pia♥キャロ 20th ANNIVERSARY PACK（木ノ下留美）
- ビッチ学園が清純なはずがないっ!!?（能登まろん）

2018年
- こねこねこねこ（猫師匠）
- 委員界の異端者（啓・ファーンズワース）
- はらかつ!3〜子作りビジネス廃業の危機?!〜（宇沙美華菜）
- 悪魔聖女
- きゃんきゃんバニー プルミエール3（布袋）

2019年
- ギャル妻セックス──他の男に淫猥奉仕する愛する妻（桜井李咲）
- 金色ラブリッチェ -GOLDEN TIME-

2020年
- ねこツク、さくら。（久慈律）
- オトギフロンティア（レビィ、マハザエル）

2021年
- LOST NOAH（ピリカルルイヤー、テンシャン、ミラリティ）
- D.C.4 Plus Harmony 〜ダ・カーポ4〜 プラスハーモニー

2022年
- ジュエリー・ハーツ・アカデミア -We will wing wonder world-（イリヤ・ステアーズ）

2023年
- 水月 ～すいげつ～ Grand Package（琴乃宮雪）

2024年
- 女装百合畑（桐山 志津香）

### ドラマCD
時期不明
- 時を駆けるまりな

1997年
- マガジンCDブック『BOYS BE…』（白鳥綾乃）

2002年
- 蒼い海のトリスティア（2002年 - 2003年、フォーリィ・キャラット） - 全3枚

2003年
- エイケン 萌える音楽室（春町小萌）
- 魔女っ娘ア・ラ・モード トゥインクルアカデミーの七不思議（ミルキー・ミルコック）

200?年
- Clear -クリア-（岡本ののか）

2005年
- Soul Link Drama Album / The Animation Mission 01 - 04（2005年 - 2006年、新田亜希）
- ドラマCD Like Life an hour 〜冬と祭と解けたリボン〜（有川あとり）
- 永遠のアセリア -あの湯煙の果てに- ORIGINAL DRAMA CD（オルファリル・レッドスピリット）

2006年
- 私立さくら学園3

2007年
- 鬼畜CD S

2009年
- Something Sweet 〜百合姉妹 蘭＆凛 はじめてのKiss〜（凛）

2016年
- 片翼のラビリンス（司のお母さん）

2019年
- 大野まりなと緒田マリの「まり☆まりな Forever」
- まりなちっく♡えたぁなる（大野まりな・過去まりな）

### ボイスドラマ
- MOMO（2020年、婆）
  - MOMO2〜悪い鬼は桃から生まれた俺が抱く！〜（2020年、婆）

### その他
- リカちゃん電話（リカちゃん（2代目）、1997年 - 1999年）[25]

### ラジオ
※はインターネット配信。
時期不明
- 私設桃北学園放送部
- プロジェクトXUSE〜ザ・ロード・オブ・メジャー〜
- ウキウキホットライン（1993年、FM岩手）[22]
- ラジオ・声優グランプリ（1995年 - 1996年）
- 謎なぞドリーミン（1997年）
- ゲーマーズパラダイス 留美とまりなのノックは無用[78]（1997年）
- いたずらフェアリーナイト（1999年）
- まじ☆ラジ（2005年）
- 大野まりなと緒田マリのラジオ・まり☆まりな♪（2009年 - 2011年）

### ラジオCD
- アキハバラ発!ぷらてぃあ放送局 vol.6（第47・48回ゲスト、2008年9月26日）

### テレビ出演
- 痛快!明石家電視台（2018年9月3日）[79]

## ディスコグラフィ

### シングル
| 枚  | 発売日         | タイトル                   | 規格品番 | 備考                 |
| --- | -------------- | -------------------------- | -------- | -------------------- |
| 1st | 2015年8月1日   | まりなチック★NIGHT!!       | OMCD-001 | 芸能生活30周年記念CD |
| 2nd | 2016年11月26日 | まりなチック ANGEL♪♪       | OMCD-002 | 31周年＆32周年記念CD |
| 3rd | 2017年11月18日 | まりなちっくア・ラ・モード | OMCD-003 |                      |
| 4th | 2018年12月30日 | まりなチックLiberty!       | OMCD-004 |                      |

### ミニアルバム
| 枚  | 発売日         | タイトル                | 規格品番  |
| --- | -------------- | ----------------------- | --------- |
| 1st | 1999年8月21日  | またせて、ごめんネ。    | APCM-5143 |
| 2nd | 2004年7月21日  | まりなりなぁ!           | GMCP-1004 |
| 3rd | 2005年11月23日 | 続・まりなりなぁ!       | GMCP-1010 |
| 4th | 2019年12月20日 | LAST M                  | SRL-2010  |
|     | 2019年12月31日 | まりなちっく♡えたぁなる |           |

### ベストアルバム
| 枚  | 発売日         | タイトル                            | 規格品番  |
| --- | -------------- | ----------------------------------- | --------- |
| 1st | 2011年12月21日 | まりなりなぁV3!〜precious stories〜 | GMCP-1024 |

### キャラクターソング
| 発売日   | 商品名                                               | 歌                                                         | 楽曲                          | 備考                                            |
| 1998年   | 1998年                                               | 1998年                                                     | 1998年                        | 1998年                                          |
| -------- | ---------------------------------------------------- | ---------------------------------------------------------- | ----------------------------- | ----------------------------------------------- |
| 6月17日  | ファーストKiss☆物語（PCCB-00321）                    | 大野まりな、古山あゆみ、柳瀬なつみ、水橋かおり             | 「TOMORROW」                  | ゲーム『ファーストKiss☆物語』エンディングテーマ |
| 11月21日 | 星の丘学園物語 学園祭 スペシャルボーカルアルバム     | 日向照美（大野まりな）                                     | 「READY CONCENT〜二つ返事〜」 | ゲーム『星の丘学園物語 学園祭』関連曲           |
| 1999年   |                                                      |                                                            |                               |                                                 |
| 1月17日  | ファーストKiss☆物語 イメージソングbook               | 七瀬綾香（大野まりな）                                     | 「DREAM OF YOU」              | ゲーム『ファーストKiss☆物語』関連曲             |
| 2000年   |                                                      |                                                            |                               |                                                 |
| 3月23日  | 地球防衛企業ダイ・ガード オリジナルサウンドトラック2 | 広報2課オールスターズ                                      | 「この街」                    | テレビアニメ『地球防衛企業ダイ・ガード』挿入歌  |
| 2002年   |                                                      |                                                            |                               |                                                 |
| 8月7日   | 妹でいこう! オリジナルサウンドトラック               | 大野まりな、静木亜美                                       | 「妹なんだもん!」             | PCゲーム『妹でいこう!』オープニングテーマ       |
| 8月7日   | 妹でいこう! オリジナルサウンドトラック               | 吉住麻由夏（大野まりな）                                   | 「Happy Faceは止らない」      | PCゲーム『妹でいこう!』挿入歌                   |
| 2003年   |                                                      |                                                            |                               |                                                 |
| 3月26日  | エイケン 萌える音楽室                                | 春町小萌（大野まりな）                                     | 「奇跡のシンデレラ」          | ラジオドラマ『エイケン』関連曲                  |
| 7月23日  | 妹でいこう! -麻由夏と冬乃の夏休み-                   | 吉住麻由夏（大野まりな）、吉住冬乃（静木亜美）、宇和川恵美 | 「ぴゅあぴゅあ大作戦？」      | PCゲーム『妹でいこう!』イメージソング           |
| 7月23日  | 妹でいこう! -麻由夏と冬乃の夏休み-                   | 吉住麻由夏（大野まりな）、吉住冬乃（静木亜美）             | 「夏のキュン☆キュン☆」        | PCゲーム『妹でいこう!』イメージソング           |
| 2005年   |                                                      |                                                            |                               |                                                 |
| 5月25日  | Soul Link Character Vocal Album                      | 新田亜希（大野まりな）                                     | 「いたずら天国・さいばぁ編」  | ゲーム『Soul Link』関連曲                       |
| 2006年   |                                                      |                                                            |                               |                                                 |
| 7月26日  | Soul Link The Animation Mission 03                   | 新田亜希（大野まりな）                                     | 「DA・KE・DO」                | テレビアニメ『Soul Link』関連曲                 |

### その他参加楽曲
| 発売日                     | 商品名                                                                      | 歌                                                   | 楽曲                           | 備考                                                          |
| 2003年                     | 2003年                                                                      | 2003年                                               | 2003年                         | 2003年                                                        |
| -------------------------- | --------------------------------------------------------------------------- | ---------------------------------------------------- | ------------------------------ | ------------------------------------------------------------- |
|                            |                                                                             | 大野まりな                                           | 「森においでよ」               | PCゲーム『鏡の中のオルゴール ひとつめの物語 THMBELINA』主題歌 |
| 「遠い遠い小さな国のお話」 | PCゲーム『鏡の中のオルゴール ふたつめの物語 SNOW WHITE』主題歌              | 大野まりな                                           |                                |                                                               |
| 「僕のお姫様!」            | PCゲーム『鏡の中のオルゴール みっつめの物語 Hänsel und Gretel』主題歌       | 大野まりな                                           |                                |                                                               |
| 2004年                     |                                                                             |                                                      |                                |                                                               |
| 3月26日                    | 空色の風琴 VOCAL COLLECTION                                                 | 大野まりな                                           | 「大きなおりぼん」             | PCゲーム『空色の風琴』関連曲                                  |
| 2005年                     |                                                                             |                                                      |                                |                                                               |
| 4月28日                    | 萌演歌                                                                      | 大野まりな                                           | 「電脳萌えキュン☆音頭♪」       |                                                               |
| 6月24日                    | SAGA PLANETS Vocal Collection Best                                          | 大野まりな、国生桜                                   | 「ペットめいど」               | PCゲーム『ムギュ〜っと!ペットめいど』オープニングテーマ       |
| 2006年                     |                                                                             |                                                      |                                |                                                               |
| 2月24日                    | ザウスボーカルコレクション vol.3                                            | 大野まりな、畑亜貴                                   | 「やっぱりぱり☆Load of major」 | 『プロジェクトXUSE』                                          |
| 2月24日                    | ザウスボーカルコレクション vol.3                                            | 大野まりな                                           | 「ぱや♪ぱや♪」                 | 『プロジェクトXUSE』                                          |
| 2009年                     |                                                                             |                                                      |                                |                                                               |
| 4月24日                    | ソフトハウスキャラ BEST VOCAL                                               | 大野まりな、静木亜美、ハラユカ。                     | 「WizWiz経験中!」              | PCゲーム『ウィザーズクライマー』主題歌                        |
| 4月24日                    | ソフトハウスキャラ BEST VOCAL                                               | 大野まりな、新堂真弓、小倉結衣、藤邑鈴香             | 「PanicPlanet〜ぱにぷら〜」    | PCゲーム『DAISOUNAN』主題歌                                   |
| 2011年                     |                                                                             |                                                      |                                |                                                               |
| 6月29日                    | doll〜歌姫〜 Complete Box                                                   | 大野まりな                                           | 「ねぇ!」 「恋は突然」         |                                                               |
| 2013年                     |                                                                             |                                                      |                                |                                                               |
| 6月28日                    | 乙女は可憐に恋に舞いっ! 予約特典「耳もミナギるっ!特製マテリアルサウンドCD」 | 大野まりな、ひうらまさこ、なつめ美南海               | 「恋するリズム」               | PCゲーム『乙女は可憐に恋に舞いっ!』主題歌                     |
| 2014年                     |                                                                             |                                                      |                                |                                                               |
| 1月24日                    | ACTRESS vocal collection あくこれ!!                                         | 大野まりな                                           | 「はっぴー×はっぴーLOGIC」     | PCゲーム『ときたまふぁんたずむ』オープニングテーマ            |
| 2015年                     |                                                                             |                                                      |                                |                                                               |
| 12月25日                   | わんにゃん☆アラモード! ORIGINAL SOUNDTRACK                                  | 大野まりな、八尋まみ、藤邑鈴香、綾音まこ、風花ましろ | 「恋色☆アラモード」            | PCゲーム『わんにゃん☆ アラモード!』オープニングテーマ         |

## アイドル・モデル
麻生ひろみ、片山裕美、松本裕美名義含む。

### テレビ出演
- 少女雑貨専門TV エクボ堂
- 乙女塾
- Momoco
- 星期六我家的電視・三宅裕司の天下御免ね!

### オリジナルビデオ
- IKENAI!いんびテーション（1991年）
- 私立女子高校 制服はランジェリー?!（1993年[11]）

### 写真集
| 本  | 発売日        | タイトル                            | メーカー |
| --- | ------------- | ----------------------------------- | -------- |
| 1st | 1993年5月30日 | LESSON 1〜春夏秋冬・「旅立つ時」〜  | 英知出版 |
| 2nd | 1994年1月5日  | Pure Smile                          | 英知出版 |
| ※   | 1994年5月1日  | 女優として GARO′S ACTRESS SELECTION | 宝島社   |

### デジタル写真集
- Treasure
- MARINA
- ボイスグラフィー Vol.3 大野まりな[80]

### イメージビデオ
1993年
- 美少女Hi-Fi写真館 Vol.30 乙女の純情
- Super Beppin 美少女Hi-Fi写真館 Best Selection 愛の贈りもの
- プチデビュー vol.4（3月22日）
- VIDEO MAGAZINE Beppin vol.36（5月20日）
- Teen's Lingerie 4（11月20日）

1994年
- 「GAROの素人ヘアヌード写真術」女優になりたい（10月5日）

### CD-ROM
- GARO CollectionI 会田我路（1994年）

## 音響監督
- アダルト向PCゲーム『D.C.4 Plus Harmony 〜ダ・カーポ4〜 プラスハーモニー』（2021年[81]）